# Ituana Corona
L'Ituana Corona è una struttura geologica della superficie di Venere.